# 日本救急医学会東海甲信地方会
日本救急医学会東海甲信会（にほんきゅうきゅういがくかいとうかいこうしんちほうかい）は、東海地方甲信地方の救急医学の進歩発展を図るために設立された学術団体。参加県は、愛知県・岐阜県・三重県・静岡県・長野県・山梨県。後に、日本救急医学会北陸地方会と合流し日本救急医学会中部地方会の母体となった。

## 沿革
1984年東海地区で各地区の救急医療の情報交換や連携を主題として設立された研究会「東海救急医学会」が前身である。東海救急医学会第2回以降、毎年総会（10月または11月）と学術集会（2月）が開催されていた。1987年第4回より日本救急医学会東海地方会に改称し、長野県・山梨県参加後の2003年より東海甲信地方会と改称した。学会の回数は前身より継続している。日本救急医学会北陸地方会（北陸支部会）と合流し、2005年4月1日に現在の日本救急医学会中部地方会となった。
| 回数           | 開催年月       | 会長     | 会長所属（開催当時）          | 開催地 | 備考                                 |
| -------------- | -------------- | -------- | ----------------------------- | ------ | ------------------------------------ |
| 第20回総会     | 2003年11月29日 | 岡田眞人 | 聖隷三方原病院 院長補佐       | 静岡県 | アクトシティー浜松コングレスセンター |
| 第20回学術集会 | 2004年2月21日  | 岡田眞人 | 聖隷三方原病院 院長補佐       | 静岡   | アクトシティー浜松コングレスセンター |
| 第21回総会     | 2004年11月20日 | 田中行夫 | 山梨大学医学部附属病院 救急部 | 山梨県 | アピオ ウェディングプラザ            |
| 第21回学術集会 | 2005年月日     |          |                               |        |                                      |